# Драматургія
Драматургі́я (від грец. dramaturgein складати драму) — означає як теоретичні принципи створення сценічних образів, так і мистецтво створення емоційного переживання у літературних, театральних, музичних, кінематографічних , або телевізійних творах та постановах.
Окрім того драматургія є областю професійної діяльності людей у театрі та кіно — коли з метою театралізованої постановки авторського твору потрібно окреслити його сюжет, створивши структуру з певних елементів. Розробка такого дизайну і є завданням драматурга.
Драматургія — теорія і мистецтво побудови драматичного твору, а також сюжетно-образна концепція такого твору.
Драматургією називають також сукупність драматичних творів окремого письменника, країни або народу, епохи. Розуміння основних елементів драматичного твору і принципів драматургії історично мінливі. Драма трактувалася як дія здійснюється (а не вже доконане) при взаємодії характеру і зовнішнього положення дійових осіб.
Дія є відомою зміною у відомий проміжок часу. Зміні в драматургії відповідає зміна долі, радісна в комедії і сумна в трагедії. Проміжок часу може охоплювати декілька годин, як у французькій класичній драмі, або багато років, як у Шекспіра.

## Історія
Завдання драматургійної роботи були вперше сформульовані у XVIII ст. німецьким літературним критиком та поетом Йоганном Шлеґелем (Johann Elias Schlegel). Першим[джерело?] драматургом став Ґотгольд Лессінґ, написавши ряд театральних критик, котрі склали збірку «Гамбурзька драматургія» (1767).

## Жанри драми
Драматичні твори можна поділити на такі тематичні групи:
- Різдвяна драма, в основу сюжету якої покладено обставини народження Ісуса Христа.
- Великодня драма оповідає про розпяття Ісуса Христа.
- Драма про святих, або агіографічна драма, оповідає про подвиги реальних людей в ім'я Бога.
- Драма-мораліте — драма повчального, виховного змісту.
- Історична драма — п'єса, в якій оповідається про життя й діяльність державних діячів, полководців та інших історичних осіб.

## Античні поетики
- Арістотель. Поетика.
- Псевдо-Лонгін. Про високе.
- Горацій. Про поетичне мистецтво